# Pogrom

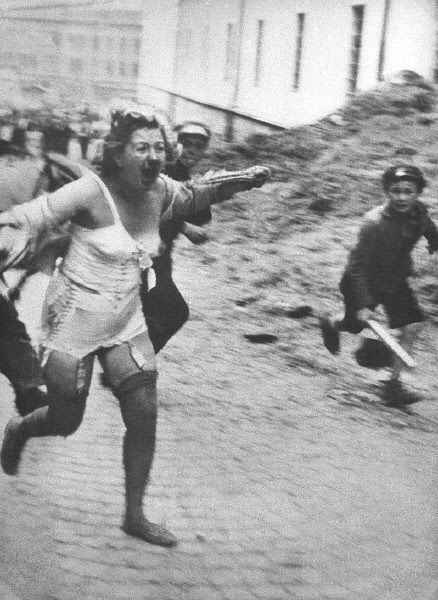
Imagine din timpul pogromului de la Liov aproximativ la 1 iulie 1941 în timpul ocupației germane a Ucrainei. O femeie evreică, rămasă în lenjeria de corp, urmărită de aproape de tineri pogromiști

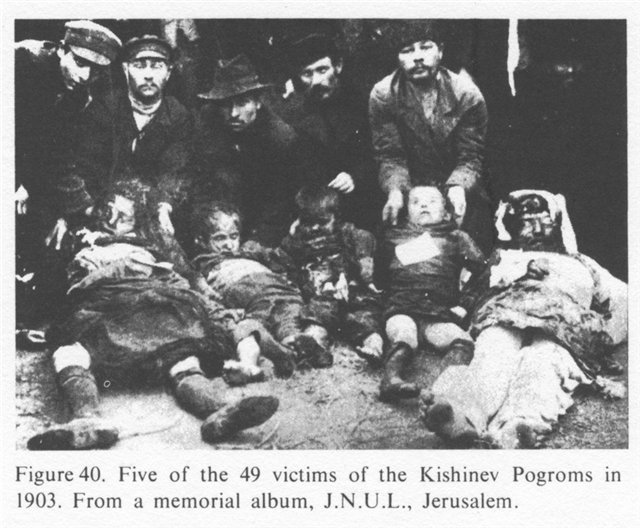
Cinci din cele 49 de victime ucise în Pogromul de la Chișinău din 1903

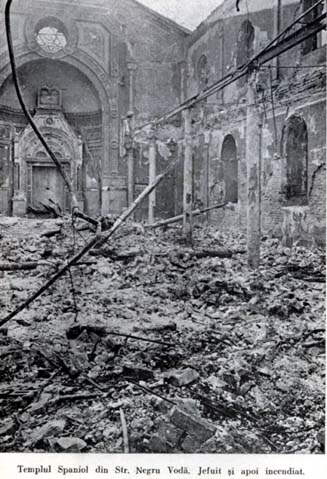
Templul Cahal Grande al evreilor spanioli din București după Pogromul de la București, în zilele Rebeliunii legionare din ianuarie 1941

Pogrom (din rusă погрóм, provine de la громить, „a distruge”, cu sensul de măcel)  este un atac masiv, violent, neprovocat, lansat de  o masă de oameni, în mare parte civili și/sau membri ai unor miliții sau organizații, împotriva locuitorilor aparținând unei alte comunități etnice, naționale, rasiale, religioase, sexuale, adesea minoritare și prigonite, etc și care se caracterizează prin omoruri, violuri, hărțuiri, mutilări, bătăi, răpiri, distrugeri de case, firme, lăcașuri de cult, și alte bunuri, jafuri etc. Faptele pot avea un caracter aparent spontan, dar, de fapt, în majoritatea cazurilor sunt inspirate sau provocate de organizații, partide sau de către autorități.
După A.Oișteanu, pogromul „exprimă o dinamică psihosocială specifică, fiind vorba practic de un linșaj, cu călău colectiv și victimă colectivă, ”.  
Cuvântul pogrom, după Webster’s II New Riverside University Dictionary, 1988, provine din limba rusă și își are originea în cuvintele po= asemănător, aproape de ... și grom= tunet,  termenul descriind metaforic („precum tunetul”) și a fost aplicat la început în Imperiul Rus masacrelor de acest fel îndreptate împotriva evreilor. Enciclopedia Wordsworth, 1995, dă cuvântului următoarea explicație: „(În rusă: distrugere) un atac violent neprovocat asupra unui grup etnic, în particular evrei, condus cu acordul autorității”.   
Termenul s-a extins cu timpul și la fapte similare indreptate împotriva altor grupuri de populație.